# Anisodes leucopelta
Anisodes leucopelta är en fjärilsart som beskrevs av Oswald Beltram Lower 1898. Anisodes leucopelta ingår i släktet Anisodes och familjen mätare. Inga underarter finns listade i Catalogue of Life.